# Information Builders
Information Builders Inc. war ein US-amerikanisches Softwareunternehmen in Privatbesitz mit Sitz in New York City, USA. Information Builders wurde am 3. März 1975 von Gerald D. Cohen, Peter Mittelmann und Marty Slagowitz gegründet. Der Hauptsitz für Deutschland lag in Eschborn bei Frankfurt.
Information Builders bot unter der Marke WebFOCUS Lösungen für Business Intelligence, Enterprise Reporting, Business-Performance-Management, Ad-Hoc-Query und OLAP-Analysen, Information Delivery und Management, Daten-Zugriff/-Management und ETL.
Die Information Builders Tochter iWay Software ist Spezialist für Enterprise Application Integration.
Information Builders Inc. erzielte einen jährlichen Umsatz von etwa 300 Millionen US $ und beschäftigte weltweit ca. 1.400 Mitarbeiter in 47 Niederlassungen.
TIBCO Software hat im Oktober 2020 bekanntgegeben, dass es sich mit Information Builders auf eine Übernahme zu einem nicht näher spezifizierten Preis geeinigt hat. Im April 2021 wurde die Übernahme abgeschlossen.